# Americano (Loboda)
Americano è un singolo della cantante ucraina Loboda, pubblicato il 1º ottobre 2021 su etichetta discografica Sony Music.

## Video musicale
Il video musicale, reso disponibile il 1º novembre 2021, è stato diretto da Indy Hait.

## Accoglienza
Secondo Guru Ken di NEWSmuz.com, il video musicale sembra ancora più mediocre e stereotipato della canzone stessa.

## Tracce
Testi e musiche di Nikita Kiselёv.
Download digitale
1. Americano – 3:30

## Classifiche
| Classifica (2021–22) | Posizione massima |
| -------------------- | ----------------- |
| Russia               | 66                |
| Ucraina              | 32                |